# Сенатор
Сена́тор (лат. senator) — посада і звання у Стародавньому Римі, Речі Посполитій та Великому князівстві Литовському. Сьогодні — одна із державних посад у США. У деяких країнах «сенатор» — розмовна назва члена верхньої палати двопалатного парламенту.

## Походження слова
Латинське senātor утворене від лат. senātus і означає «член сенату». Слово senātus за походженням пов'язане з лат. senex («старий», «літній»), яке походить від праіндоєвропейського слова *sénos («старий»). Пор. Seneca («Старий»), senectutem («старість»). Отже, сенат — «рада старійшин» (старців, мудреців, старших, старшин, старост). Такі ради існували в усіх народів і племен із прадавніх часів.
Відповідники слова «сенатор» у інших мовах — укр. старійшина і дав.-англ. elder («старіший»), earl («граф»), нім. Adliger («благородний», «шляхтич»). Пор. також Edelstan — рада старійшин у стародавній Англії.

## Історія

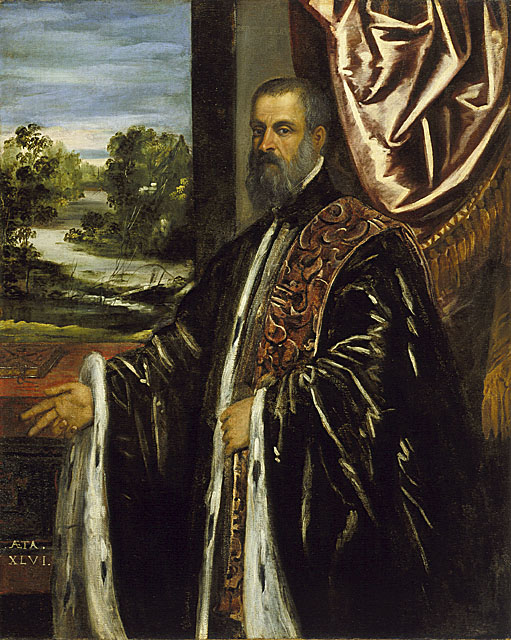
«Портрет венеційського сенатора» (Тінторетто, біля 1578 р.)

Ради старійшин існували і у латинських племен — предків римлян. Пізніше це слово почало вживатись у суспільстві стародавнього Риму і Римській імперії щодо всіх вибраних до вищої (верховної) ради країни — Римського сенату.